# Dekanija Lendava
Dekanija Lendava je rimskokatoliška dekanija, ki spada pod okrilje škofije Murska Sobota. 

## Župnije
1. Župnija Beltinci
2. Župnija Bogojina
3. Župnija Črenšovci
4. Župnija Dobrovnik
5. Župnija Dokležovje
6. Župnija Hotiza
7. Župnija Kobilje
8. Župnija Lendava
9. Župnija Odranci
10. Župnija Turnišče
11. Župnija Velika Polana